# Stalin-Denkmal (Budapest)

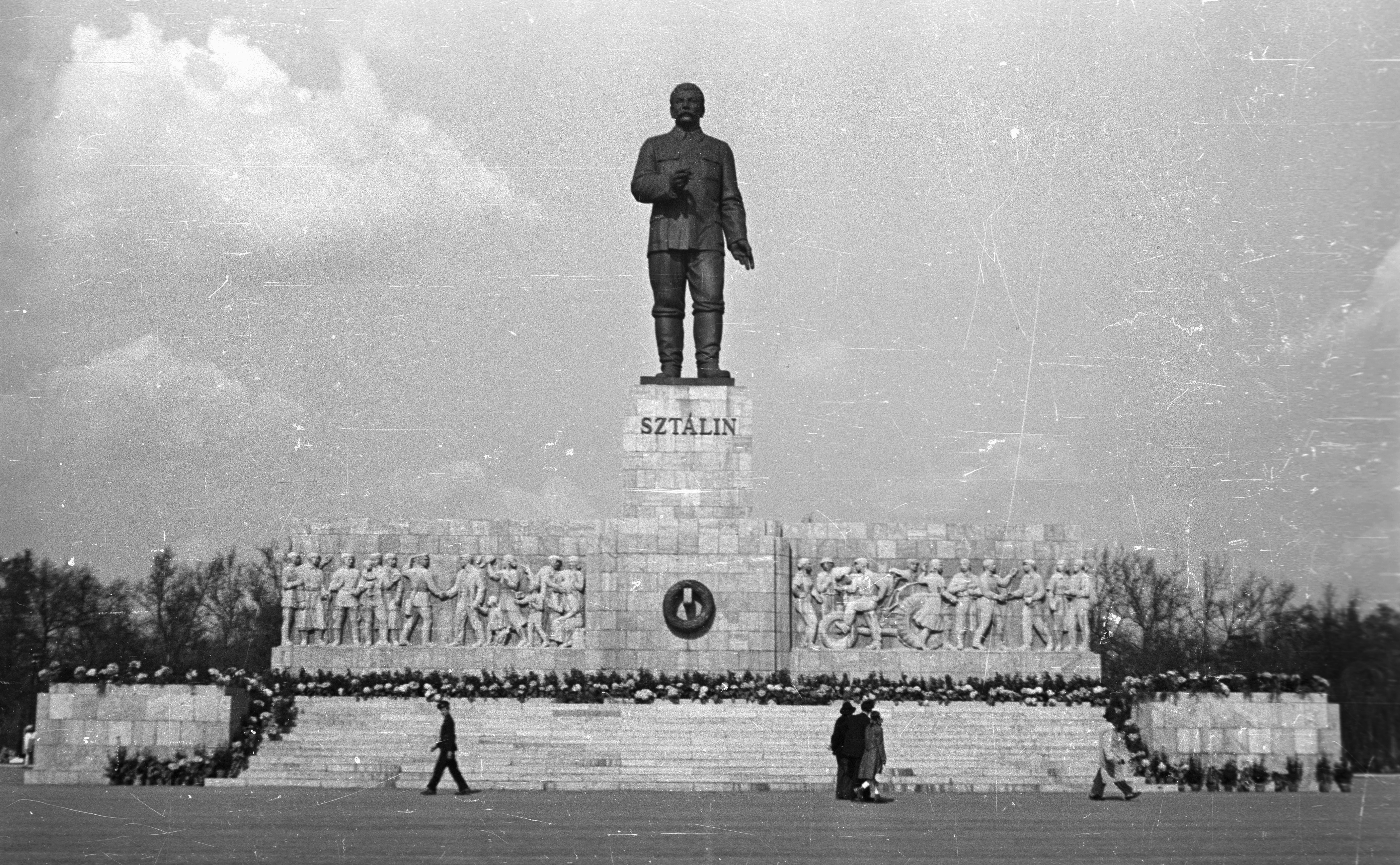
Stalin-Denkmal (Januar 1953)

Das Stalin-Denkmal (ungarisch Sztálin-szobor) in Budapest wurde im Dezember 1951 als „Geschenk des ungarischen Volkes“ an Josef Stalin nachträglich zu dessen 70. Geburtstag im Jahr 1948 errichtet. Zu Beginn des ungarischen Volksaufstands 1956 wurde die Statue von den Revolutionären gegen die kommunistische Diktatur und die sowjetische Besatzung zerstört.

## Bauweise
Das aus Bronze gegossene Denkmal wurde auf dem Felvonulási tér (Paradeplatz) am Rande des städtischen Parks „Stadtwäldchen“ in Budapest errichtet und war insgesamt 25 Meter hoch. Die Statue von Stalin war acht Meter hoch, auf einem vier Meter hohen Kalksteinsockel, der wiederum auf einem achtzehn Meter breiten Podest stand. Stalin wurde in der Pose eines Redners abgebildet, das Haupt erhoben und mit der rechten Hand auf der Brust. Die Seiten des Podiums waren mit Reliefskulpturen geschmückt, die das Stalin zujubelnde ungarische Volk zeigen. Die Statue wurde von Sándor Mikus geschaffen, der für dieses Werk mit dem Kossuth-Orden ausgezeichnet wurde, der höchsten Auszeichnung, die ein Künstler zu dieser Zeit in Ungarn verliehen bekommen konnte.

## Hintergrund

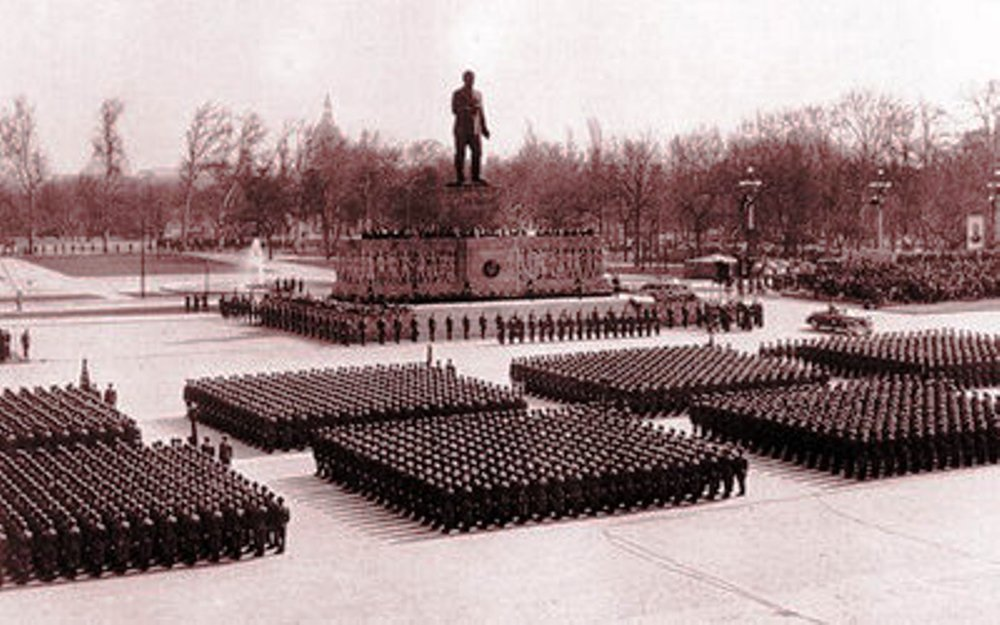
Das Stalin-Denkmal als Kulisse für eine Militärparade

Das Denkmal wurde während der Zeit des Sozialistischen Realismus geschaffen, der offiziellen Kunstform im Stalinismus, die darauf ausgerichtet war, die Ideologie des Stalinismus in der Bevölkerung zu verankern. Zentraler Bestandteil der Ideologie war es, die Führer des Kommunismus wie Wladimir Iljitsch Lenin, Stalin oder andere osteuropäische Kommunisten im Stil eines Personenkults, umringt vom hart arbeitenden Proletariat, darzustellen. Besonders der Personenkult um Stalin hatte zur Folge, dass von den 1930ern bis in die 1950er unzählige Stalin-Denkmäler in der Sowjetunion und ab 1945 im Ostblock errichtet wurden und dass Stalin wie eine Person mit mystischen Fähigkeiten verehrt wurde.
Nach Fertigstellung des Denkmals 1951 sagte ein Journalist in Budapest:

„Stalin war eben bei uns; jetzt wird er aber noch mehr mit uns sein. Er wird über unsere Arbeit wachen und sein Lächeln wird uns den Weg zeigen. Mir wurde gesagt, dass es in Moskau üblich ist, Genosse Lenin am Roten Platz vor Beginn oder nach Ende einer wichtigen Aufgabe zu besuchen, um ihm entweder zu berichten oder seinen Rat zu suchen. Unzweifelhaft wird dasselbe hier mit der Statue von Genosse Stalin der Fall sein.“

Das Denkmal demonstrierte nicht nur Stalins Macht, sondern auch die Macht der herrschenden Partei der Ungarischen Werktätigen. Nach Stalins Tod beendete die Entstalinisierung den Kult um Stalins Person, die auch Auswirkungen auf seine Denkmäler hatte.

## Zerstörung

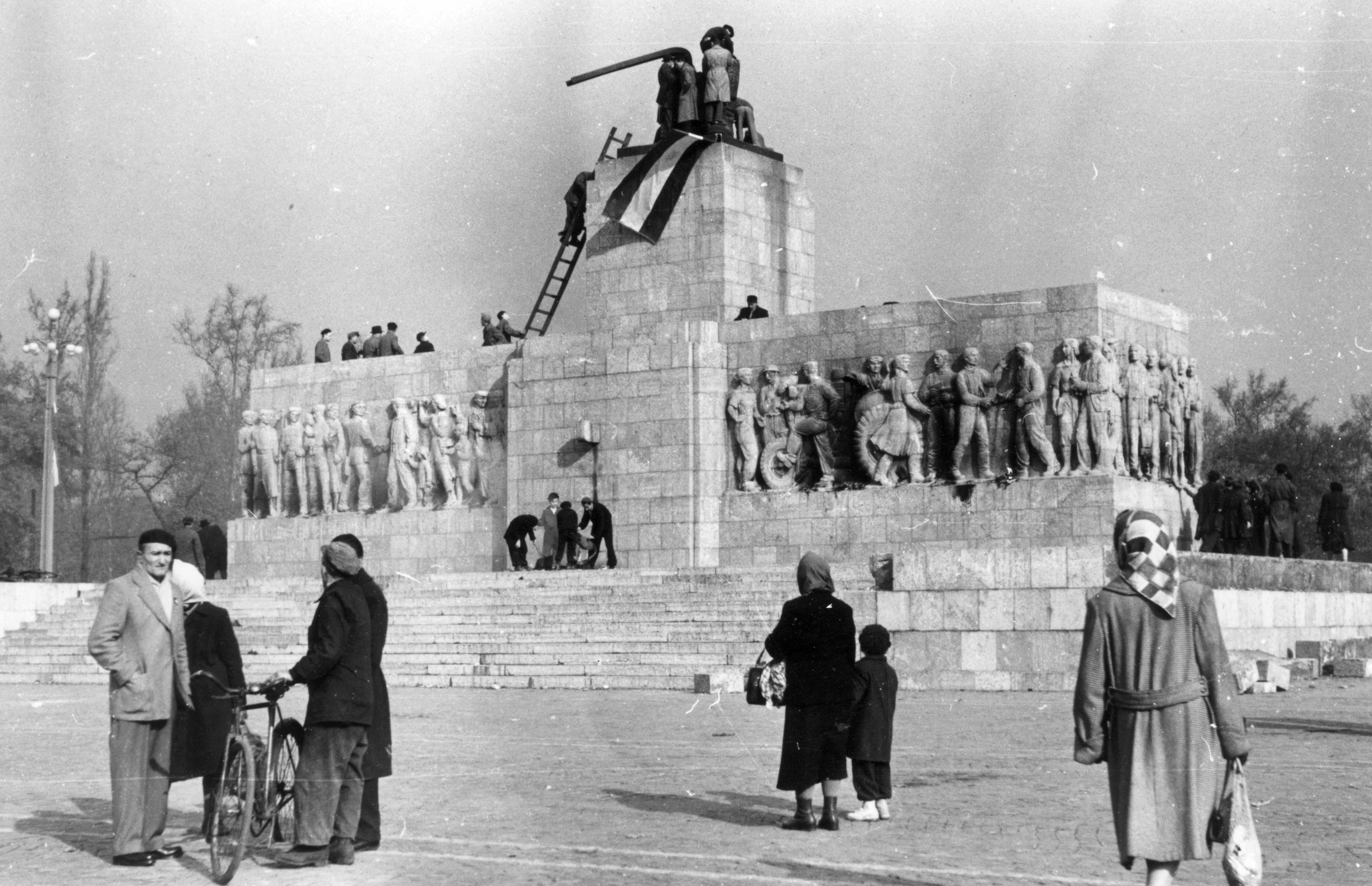
Überreste des zerstörten Denkmals 1956

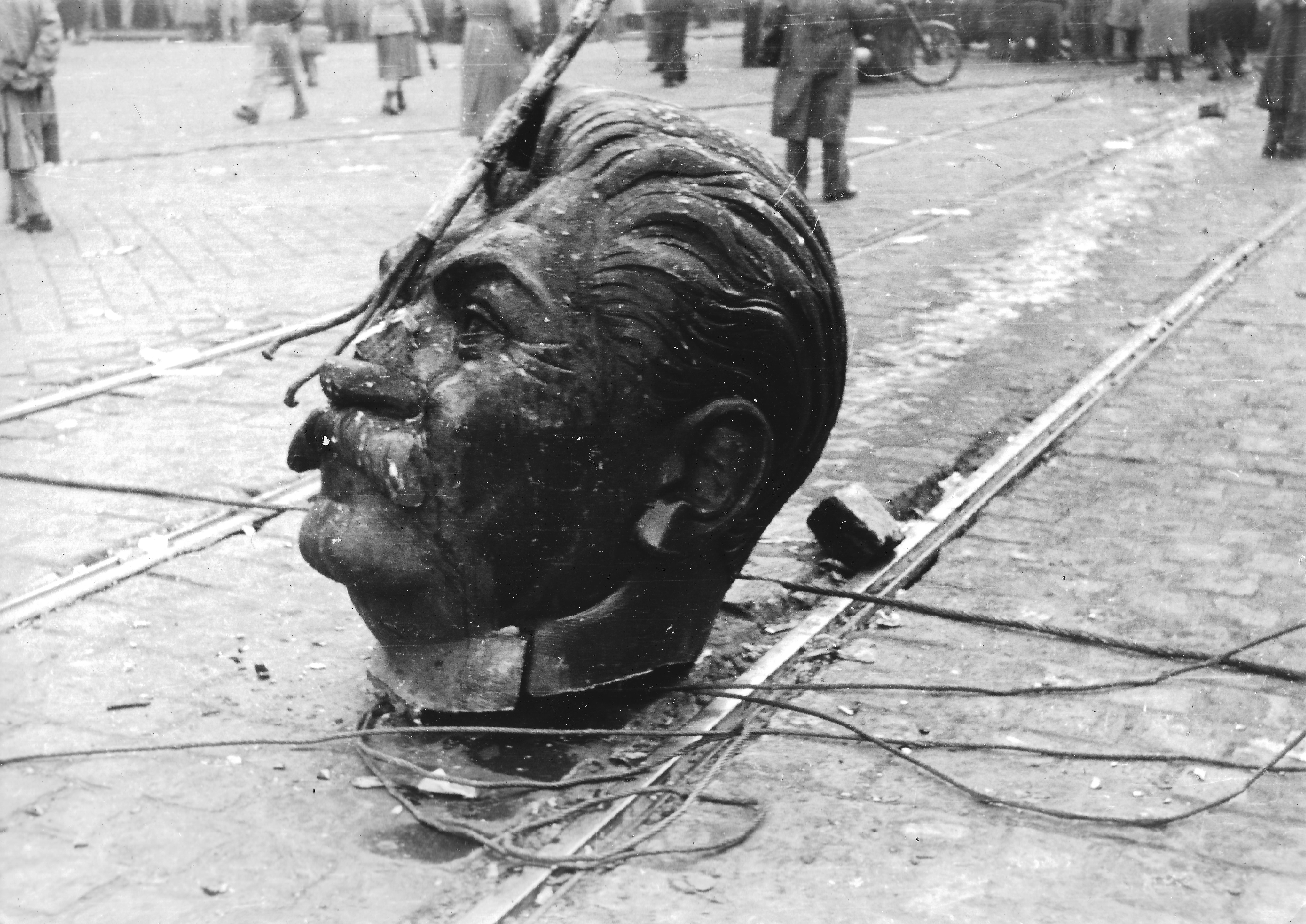
Überreste von Stalins Statue auf der Großen Ringstraße in Budapest

Am 23. Oktober 1956 versammelten sich etwa 200.000 Ungarn in Budapest, um ihre Unterstützung für die Lockerung des politischen Klimas in Polen im Zuge des Polnischen Oktobers zu bekunden. Im Radio wurde je nach Version ein Forderungskatalog mit 10 bis 16 Punkten verkündet, von denen einer das Abtragen des Stalin-Denkmals war. An dessen Stelle forderten die Studenten der Technischen Universität Budapest die Errichtung eines Denkmals für die Ungarische Revolution 1848/1849. Die Demonstranten in Budapest kamen der Forderung des Abtragens nach und zerstörten die Statue Stalins, von der nur die Stiefel am Sockel übrig blieben, an denen die ungarische Flagge angebracht wurde. Die Inschrift „Führer, Lehrer und bester Freund der Ungarn“ wurde vom Sockel abgerissen. Am Kopf der Statue Stalins wurde ein Schild mit der Aufschrift „Russen, wenn ihr weglauft, lasst mich nicht zurück!“ angebracht sowie beleidigende Sprüche auf verschiedene Teile der Statue geschrieben.
Der damalige Polizeichef Budapests, Sándor Kopácsi, schrieb in seinem Bericht zu dem Vorfall: „Die Demonstranten legten […] ein dickes Stahlseil um den Hals der 25 Meter hohen Statue Stalins, während andere Personen Sauerstoffflaschen und Schweißgeräte in LKWs heranschafften und sich an den bronzenen Schuhen der Statue zu schaffen machten. Eine Stunde später fiel die Statue von ihrem Sockel.“ 
Nach anderen Angaben waren die Demonstranten mehrere Stunden lang am Denkmal zugange, bevor sie die Statue unter Einsatz von Schweißgeräten und LKWs am Abend des 23. Oktober 1956 um 21:37 Uhr von ihrem Sockel stürzten. Teile der Statue befanden sich daraufhin noch mehrere Tage lang auf den Straßen der Hauptstadt.

## Gegenwart

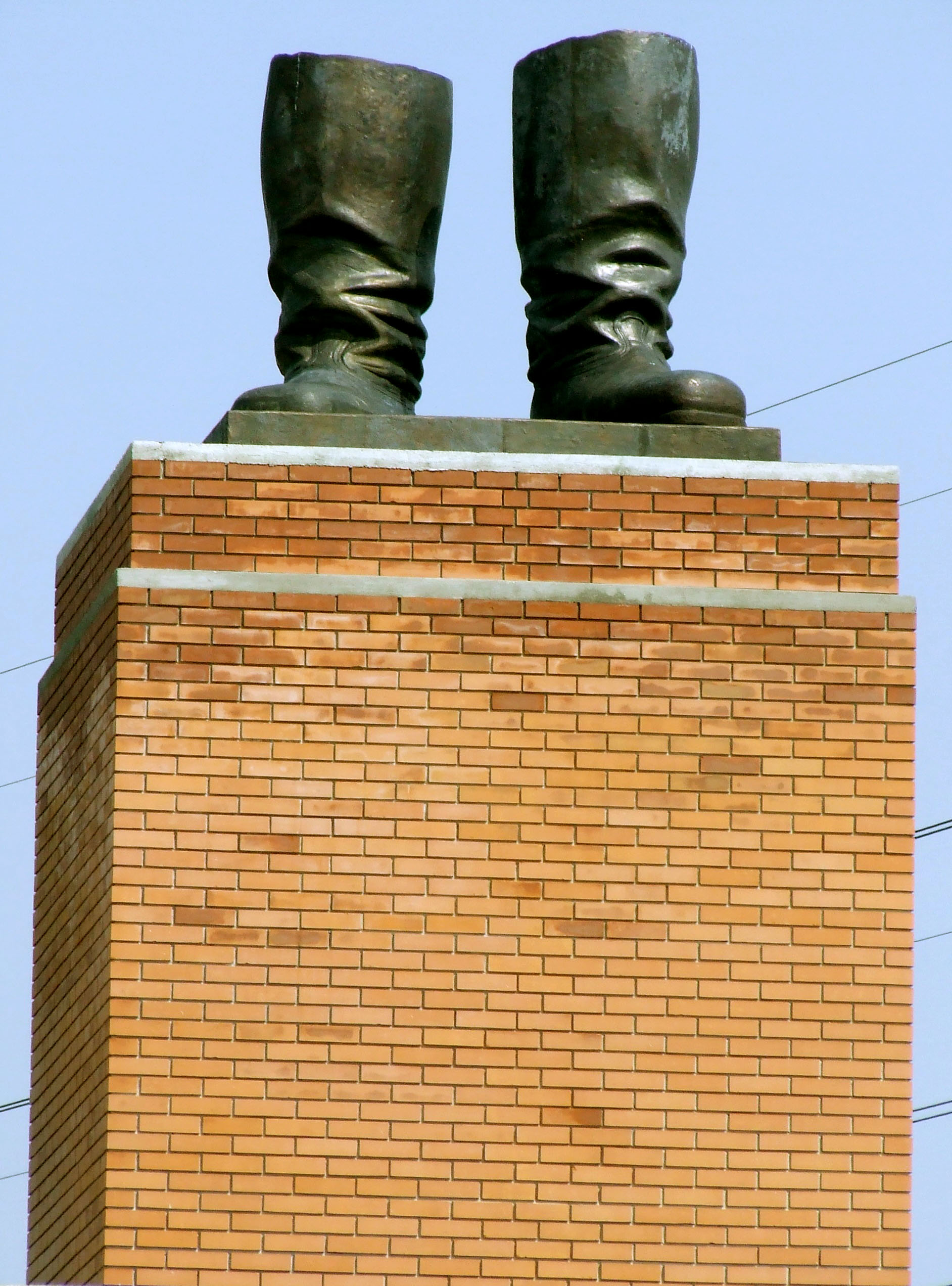
Stalins Stiefel, Denkmal für die Ereignisse 1956 im Memento Park.

Auf dem Platz des vormaligen Stalin-Denkmals befindet sich seit 2006, dem 50. Jubiläum des Ungarnaufstands, ein Denkmal für den Aufstand. In Anlehnung an die Jahreszahl 1956 wurde der Platz bei der Einweihung des Denkmals am 23. Oktober 2006 zudem in Ötvenhatosok tere umbenannt.
Im selben Jahr wurde eine Kopie des Sockels im Memento Park errichtet. Die daraufgestellten Stiefel ließ der Architekt Ákos Eleőd, der die Skulpturensammlung im Memento Park gestaltet hat, anfertigen und sie sind keine originalgetreue Kopie.